# Omo-Tana-Sprachen
Die Omo-Tana-Sprachen (auch somaloide Sprachen oder Makro-Somali genannt) sind eine Untergruppe der tieflandostkuschitischen Sprachen, die ihrerseits zu den kuschitischen Sprachen gehören, einem Primärzweig der afroasiatischen Sprachen.
Sämtliche Omo-Tana-Sprachen außerhalb der Untergruppe der Sam-Sprachen werden ausschließlich im Gebiet zwischen dem Abaya-See und dem Turkanasee im südlichen Äthiopien und im nördlichen Kenia gesprochen. Dies deutet darauf hin, dass sie sich von dort aus verbreitet haben. Von den Sam-Sprachen werden Rendille und Boni in anderen Gebieten Kenias gesprochen, und das Somali ist vom östlichen Kenia bis nach Dschibuti am ganzen Horn von Afrika verbreitet.

## Forschungs- und Klassifikationsgeschichte
Die besterforschten – und sprecherreichsten – ostkuschitischen Sprachen sind das Somali und das Oromo. Für eine Reihe anderer ostkuschitischer Sprachen war zunächst umstritten, ob sie dem Oromo oder dem Somali näher stehen. Harold C. Fleming kam 1964 zu dem Schluss, dass das Rendille näher am Somali liegt, und ordnete zusätzlich das Bayso als mit dem Somali verwandt ein. Er bezeichnete diese Sprachgruppe als „Makro-Somali“ und schlug folgende Klassifikation vor:
- Makro-Somali
  - Bayso
  - Somali
    - Rendille
    - eigentliches Somali.

Lionel M. Bender verwendete 1971 die Bezeichnung „somaloide Sprachen“. 1973 fügte Bernd Heine die Sprache der El Molo zu dieser Gruppe hinzu. 1975 erweiterte Hans-Jürgen Sasse das Makro-Somali um die drei Sprachen Arbore, Dassanetch (Galab) und Boni und unterschied zwischen einer westlichen (Bayso, Rendille, Arbore, Dassanetch, El Molo) und einer östlichen Untergruppe (Boni, Somali). Heine ordnete 1976 das Rendille der östlichen Untergruppe zu und gliederte das Bayso als eigenen nördlichen Zweig aus. Er etablierte zudem die neue Bezeichnung „Omo-Tana-Sprachen“ nach den Namen der Flüsse Omo und Tana; „Makro-Somali“ oder „somaloid“ lehnte er ab, da diese Bezeichnungen eine Sonderstellung des Somali implizierten, die aus sprachwissenschaftlicher Sicht nicht gegeben sei. 1978 prägte Heine für die östlichen Omo-Tana-Sprachen den Namen Sam-Sprachen.

## Klassifikation
- Afroasiatisch
  - Kuschitisch
    - (Ostkuschitisch)
      - Tieflandostkuschitisch
        - Omo-Tana
          - Nord-Omo-Tana/Bayso
          - West-Omo-Tana (Galaboid)
            - Arbore (vgl. Arbore (Volk))
            - Dassanetch (vgl. Dassanetch)
            - El Molo (vgl. El Molo)

          - Ost-Omo-Tana/Sam-Sprachen
            - West-Sam/Rendille (vgl. Rendille)
            - Ost-Sam
              - Boni
              - Somali